# Élections cantonales de 2008 dans les Alpes-de-Haute-Provence
Les élections cantonales françaises de 2008 ont eu lieu les 9 et 16 mars 2008, conjointement avec les élections municipales.
Lors de ces élections, 14 des 30 cantons des Alpes-de-Haute-Provence ont été renouvelés.

## Résultats à l'échelle du département
| Étiquette      | Étiquette                         | Premier tour | Premier tour | Second tour | Second tour | Sièges |
| Étiquette      | Étiquette                         | Voix         | %            | Voix        | %           | Sièges |
| -------------- | --------------------------------- | ------------ | ------------ | ----------- | ----------- | ------ |
|                | Parti socialiste                  | 7 980        | 19,93        | 7 305       | 25,67       | 4      |
|                | Divers gauche                     | 7 274        | 18,17        | 4 804       | 16,88       | 4      |
|                | Parti communiste français         | 4 686        | 11,71        |             |             | 1      |
|                | Les Verts                         | 2 056        | 5,14         |             |             |        |
|                | Extrême gauche                    | 148          | 0,37         |             |             |        |
| Gauche         | Gauche                            | 22 144       | 55,31        | 12 109      | 42,55       | 9      |
|                |                                   |              |              |             |             |        |
|                | Union pour un mouvement populaire | 9 016        | 22,52        | 10 372      | 36,44       | 1      |
|                | Divers droite                     | 6 275        | 15,67        | 5 980       | 21,01       | 4      |
|                | Front national                    | 1 458        | 3,64         |             |             |        |
|                | Mouvement démocrate               | 1 047        | 2,62         |             |             |        |
|                | Extrême droite                    | 94           | 0,23         |             |             |        |
| Droite         | Droite                            | 17 890       | 44,69        | 16 352      | 57,45       | 5      |
|                |                                   |              |              |             |             |        |
| Inscrits       | Inscrits                          | 55 972       | 100,00       | 45 449      | 100,00      |        |
| Abstentions    | Abstentions                       | 14 166       | 25,31        | 15 168      | 33,37       |        |
| Votants        | Votants                           | 41 806       | 74,69        | 30 281      | 66,63       |        |
| Blancs et nuls | Blancs et nuls                    | 1 772        | 4,24         | 1 820       | 6,01        |        |
| Exprimés       | Exprimés                          | 40 034       | 95,76        | 28 461      | 93,99       |        |

## Liste des élus
| Canton                   | Conseiller sortant     | Parti | Parti   | Conseiller élu         | Parti | Parti   |
| ------------------------ | ---------------------- | ----- | ------- | ---------------------- | ----- | ------- |
| Allos-Colmars            | Michel Lantelme        |       | DVG     | Guy Lebeaupin          |       | DVG     |
| Digne-les-Bains-Est      | René Massette          |       | PS      | René Massette          |       | PS      |
| Digne-les-Bains-Ouest    | Jean-Louis Bianco      |       | PS      | Jean-Louis Bianco      |       | PS      |
| Entrevaux                | Gilbert Brun           |       | PCF     | Gilbert Laurent        |       | DVD     |
| La Motte-du-Caire        | Marcel Clément         |       | PS      | Marcel Clément         |       | PS      |
| Le Lauzet-Ubaye          | Jean Claude Michel     |       | PS      | Jean Claude Michel     |       | PS      |
| Les Mées                 | Serge Sardella         |       | DVD     | Serge Sardella         |       | DVD     |
| Manosque-Sud-Ouest       | Gérard Velin           |       | UMP     | Sylviane Chaumont      |       | DVG     |
| Moustiers-Sainte-Marie   | Michèle Bizot-Gastaldi |       | PCF     | Michèle Bizot-Gastaldi |       | PCF     |
| Peyruis                  | Francis Galizi         |       | UMP     | Gérard de Meester      |       | DVD     |
| Saint-Étienne-les-Orgues | Félix Moroso           |       | app. PS | Félix Moroso           |       | app. PS |
| Seyne                    | Henri Savornin         |       | UMP     | Michel Rey             |       | DVG     |
| Sisteron                 | Claude Brémond         |       | UMP     | Claude Brémond         |       | UMP     |
| Turriers                 | Jean Philip            |       | UMP     | Élie Aguillon          |       | DVD     |

## Résultats par canton

### Canton d'Allos-Colmars
Allos-Colmars reste à gauche après le retrait du conseiller général sortant, le maire d'Allos, Michel Lantelme. Il est remplacé par Guy Lebeaupin, maire de Beauvezer. Celui-ci devait notamment faire face au maire UMP de Thorame-Basse, Jean Kints.
| Candidats      | Candidats      | Étiquette      | Premier tour | Premier tour | Second tour | Second tour |
| Candidats      | Candidats      | Étiquette      | Voix         | %            | Voix        | %           |
| -------------- | -------------- | -------------- | ------------ | ------------ | ----------- | ----------- |
|                | Guy Lebeaupin  | DVG            | 764          | 47,16        | 814         | 52,72       |
|                | Jean Kints     | UMP            | 717          | 44,26        | 730         | 47,28       |
|                | Alain Batut    | PCF            | 139          | 8,58         |             |             |
|                |                |                |              |              |             |             |
| Inscrits       | Inscrits       | Inscrits       | 2 037        | 100,00       | 2 037       | 100,00      |
| Abstentions    | Abstentions    | Abstentions    | 363          | 17,82        | 444         | 21,80       |
| Votants        | Votants        | Votants        | 1 674        | 82,18        | 1 593       | 78,20       |
| Blancs et nuls | Blancs et nuls | Blancs et nuls | 54           | 3,23         | 49          | 3,08        |
| Exprimés       | Exprimés       | Exprimés       | 1 620        | 96,77        | 1 544       | 96,92       |

### Canton de Digne-les-Bains-Est
| Candidats      | Candidats             | Étiquette      | Premier tour | Premier tour | Second tour | Second tour |
| Candidats      | Candidats             | Étiquette      | Voix         | %            | Voix        | %           |
| -------------- | --------------------- | -------------- | ------------ | ------------ | ----------- | ----------- |
|                | René Massette*        | PS             | 1 648        | 37,09        | 2 065       | 51,59       |
|                | Christian Brémond     | UMP            | 1 194        | 26,87        | 1 938       | 48,41       |
|                | Colette Charriau      | Verts          | 626          | 14,09        |             |             |
|                | Jacqueline Hennegrave | PCF            | 488          | 10,98        |             |             |
|                | Frédéric Santiago     | MoDem          | 252          | 5,67         |             |             |
|                | Victor Berges         | FN             | 235          | 5,29         |             |             |
|                |                       |                |              |              |             |             |
| Inscrits       | Inscrits              | Inscrits       | 6 803        | 100,00       | 6 803       | 100,00      |
| Abstentions    | Abstentions           | Abstentions    | 2 171        | 31,91        | 2 354       | 34,60       |
| Votants        | Votants               | Votants        | 4 632        | 68,09        | 4 449       | 65,40       |
| Blancs et nuls | Blancs et nuls        | Blancs et nuls | 189          | 4,08         | 446         | 10,02       |
| Exprimés       | Exprimés              | Exprimés       | 4 443        | 95,92        | 4 003       | 89,98       |

*sortant

### Canton de Digne-les-Bains-Ouest
| Candidats      | Candidats               | Étiquette      | Premier tour | Premier tour | Second tour | Second tour |
| Candidats      | Candidats               | Étiquette      | Voix         | %            | Voix        | %           |
| -------------- | ----------------------- | -------------- | ------------ | ------------ | ----------- | ----------- |
|                | Jean-Louis Bianco*      | PS             | 2 467        | 38,05        | 3 276       | 59,22       |
|                | Brigitte Beaumeyer      | UMP            | 1 250        | 19,28        | 2 256       | 40,78       |
|                | Philippe Berrod         | Verts          | 1 045        | 16,12        | Retrait     | Retrait     |
|                | Gérard Esmiol           | PCF            | 909          | 14,02        |             |             |
|                | Mireille Jouzier-Berges | FN             | 382          | 5,89         |             |             |
|                | Ronald Grootaers        | MoDem          | 282          | 4,35         |             |             |
|                | Jean-Michel Buhot       | EXG            | 148          | 2,28         |             |             |
|                |                         |                |              |              |             |             |
| Inscrits       | Inscrits                | Inscrits       | 9 273        | 100,00       | 9 272       | 100,00      |
| Abstentions    | Abstentions             | Abstentions    | 2 479        | 26,73        | 3 120       | 33,65       |
| Votants        | Votants                 | Votants        | 6 794        | 73,27        | 6 152       | 66,35       |
| Blancs et nuls | Blancs et nuls          | Blancs et nuls | 311          | 4,58         | 620         | 10,08       |
| Exprimés       | Exprimés                | Exprimés       | 6 483        | 95,42        | 5 532       | 89,92       |

*sortant

### Canton d'Entrevaux
|                | Gilbert Laurent | DVD            | 559   | 51,43  |  |  |
|                | Gilbert Brun*   | DVG            | 493   | 45,35  |  |  |
|                | Gilles Lemaire  | PCF            | 35    | 3,22   |  |  |
|                |                 |                |       |        |  |  |
| Inscrits       | Inscrits        | Inscrits       | 1 260 | 100,00 |  |  |
| Abstentions    | Abstentions     | Abstentions    | 142   | 11,27  |  |  |
| Votants        | Votants         | Votants        | 1 118 | 88,73  |  |  |
| Blancs et nuls | Blancs et nuls  | Blancs et nuls | 31    | 2,77   |  |  |
| Exprimés       | Exprimés        | Exprimés       | 1 087 | 97,23  |  |  |

*sortant

### Canton de La Motte-du-Caire
|                | Marcel Clément* | PS             | 1 139 | 65,91  |  |  |
|                | Gérard Euloge   | DVD            | 361   | 20,89  |  |  |
|                | Christian Maïa  | PCF            | 228   | 13,19  |  |  |
|                |                 |                |       |        |  |  |
| Inscrits       | Inscrits        | Inscrits       | 2 048 | 100,00 |  |  |
| Abstentions    | Abstentions     | Abstentions    | 233   | 11,38  |  |  |
| Votants        | Votants         | Votants        | 1 815 | 88,62  |  |  |
| Blancs et nuls | Blancs et nuls  | Blancs et nuls | 87    | 4,79   |  |  |
| Exprimés       | Exprimés        | Exprimés       | 1 728 | 95,21  |  |  |

*sortant

### Canton du Lauzet-Ubaye
|                | Jean-Claude Michel* | PS             | 709   | 71,98  |  |  |
|                | Roger Masse         | UMP            | 276   | 28,02  |  |  |
|                |                     |                |       |        |  |  |
| Inscrits       | Inscrits            | Inscrits       | 1 213 | 100,00 |  |  |
| Abstentions    | Abstentions         | Abstentions    | 191   | 15,75  |  |  |
| Votants        | Votants             | Votants        | 1 022 | 84,25  |  |  |
| Blancs et nuls | Blancs et nuls      | Blancs et nuls | 37    | 3,62   |  |  |
| Exprimés       | Exprimés            | Exprimés       | 985   | 96,38  |  |  |

*sortant

### Canton des Mées
| Candidats      | Candidats       | Étiquette      | Premier tour | Premier tour | Second tour | Second tour |
| Candidats      | Candidats       | Étiquette      | Voix         | %            | Voix        | %           |
| -------------- | --------------- | -------------- | ------------ | ------------ | ----------- | ----------- |
|                | Serge Sardella* | DVD            | 2 727        | 49,14        | 2 840       | 63,61       |
|                | Joëlle Joselet  | DVG            | 1 196        | 21,55        | 1 625       | 36,39       |
|                | Gérard Paul     | PCF            | 1 169        | 21,06        | Retrait     | Retrait     |
|                | Michel d'Ornano | FN             | 458          | 8,25         |             |             |
|                |                 |                |              |              |             |             |
| Inscrits       | Inscrits        | Inscrits       | 7 853        | 100,00       | 7 855       | 100,00      |
| Abstentions    | Abstentions     | Abstentions    | 2 043        | 26,02        | 3 186       | 40,56       |
| Votants        | Votants         | Votants        | 5 810        | 73,98        | 4 669       | 59,44       |
| Blancs et nuls | Blancs et nuls  | Blancs et nuls | 260          | 4,48         | 204         | 4,37        |
| Exprimés       | Exprimés        | Exprimés       | 5 550        | 95,52        | 4 465       | 95,63       |

*sortant

### Canton de Manosque-Sud-Ouest
| Candidats      | Candidats            | Étiquette      | Premier tour | Premier tour | Second tour | Second tour |
| Candidats      | Candidats            | Étiquette      | Voix         | %            | Voix        | %           |
| -------------- | -------------------- | -------------- | ------------ | ------------ | ----------- | ----------- |
|                | Gérard Velin*        | DVD            | 1 403        | 25,17        | 1 504       | 27,23       |
|                | Jacques Bres         | UMP            | 1 388        | 24,90        | 1 886       | 34,15       |
|                | Sylviane Chaumont    | DVG            | 1 231        | 22,08        | 2 133       | 38,62       |
|                | Martine Carriol      | PCF            | 839          | 15,05        |             |             |
|                | Mireille d'Ornano    | FN             | 383          | 6,87         |             |             |
|                | Isabelle Versucheren | MoDem          | 331          | 5,94         |             |             |
|                |                      |                |              |              |             |             |
| Inscrits       | Inscrits             | Inscrits       | 8 962        | 100,00       | 8 963       | 100,00      |
| Abstentions    | Abstentions          | Abstentions    | 3 188        | 35,57        | 3 187       | 35,56       |
| Votants        | Votants              | Votants        | 5 774        | 64,43        | 5 776       | 64,44       |
| Blancs et nuls | Blancs et nuls       | Blancs et nuls | 199          | 3,45         | 253         | 4,38        |
| Exprimés       | Exprimés             | Exprimés       | 5 575        | 96,55        | 5 523       | 95,62       |

*sortant

### Canton de Moustiers-Sainte-Marie
|                | Michèle Bizot-Gastaldi* | PCF            | 438   | 56,52  |  |  |
|                | Fred Single             | PS             | 337   | 43,48  |  |  |
|                |                         |                |       |        |  |  |
| Inscrits       | Inscrits                | Inscrits       | 1 026 | 100,00 |  |  |
| Abstentions    | Abstentions             | Abstentions    | 207   | 20,18  |  |  |
| Votants        | Votants                 | Votants        | 819   | 79,82  |  |  |
| Blancs et nuls | Blancs et nuls          | Blancs et nuls | 44    | 5,37   |  |  |
| Exprimés       | Exprimés                | Exprimés       | 775   | 94,63  |  |  |

*sortant

### Canton de Peyruis
| Candidats      | Candidats         | Étiquette      | Premier tour | Premier tour | Second tour | Second tour |
| Candidats      | Candidats         | Étiquette      | Voix         | %            | Voix        | %           |
| -------------- | ----------------- | -------------- | ------------ | ------------ | ----------- | ----------- |
|                | Gérard de Meester | DVD            | 645          | 29,94        | 1 305       | 62,95       |
|                | Francis Galizi*   | UMP            | 568          | 26,37        | 768         | 37,05       |
|                | Paule Bounat      | DVG            | 502          | 23,31        | Retrait     | Retrait     |
|                | Jacques Rochat    | DVD            | 239          | 11,10        |             |             |
|                | Aurore Hernandez  | PCF            | 106          | 4,92         |             |             |
|                | Philippe Robert   | EXD            | 94           | 4,36         |             |             |
|                |                   |                |              |              |             |             |
| Inscrits       | Inscrits          | Inscrits       | 2 878        | 100,00       | 2 876       | 100,00      |
| Abstentions    | Abstentions       | Abstentions    | 649          | 22,55        | 712         | 24,76       |
| Votants        | Votants           | Votants        | 2 229        | 77,45        | 2 164       | 75,24       |
| Blancs et nuls | Blancs et nuls    | Blancs et nuls | 75           | 3,36         | 91          | 4,21        |
| Exprimés       | Exprimés          | Exprimés       | 2 154        | 96,64        | 2 073       | 95,79       |

*sortant

### Canton de Saint-Étienne-les-Orgues
|                | Félix Moroso*  | DVG            | 1 735 | 100,00 |  |  |
|                |                |                |       |        |  |  |
| Inscrits       | Inscrits       | Inscrits       | 2 474 | 100,00 |  |  |
| Abstentions    | Abstentions    | Abstentions    | 490   | 19,81  |  |  |
| Votants        | Votants        | Votants        | 1 984 | 80,19  |  |  |
| Blancs et nuls | Blancs et nuls | Blancs et nuls | 249   | 12,55  |  |  |
| Exprimés       | Exprimés       | Exprimés       | 1 735 | 87,45  |  |  |

*sortant

### Canton de Seyne
|                | Michel Rey      | DVG            | 1 146 | 54,96  |  |  |
|                | Henri Savornin* | UMP            | 939   | 45,04  |  |  |
|                |                 |                |       |        |  |  |
| Inscrits       | Inscrits        | Inscrits       | 2 502 | 100,00 |  |  |
| Abstentions    | Abstentions     | Abstentions    | 372   | 14,87  |  |  |
| Votants        | Votants         | Votants        | 2 130 | 85,13  |  |  |
| Blancs et nuls | Blancs et nuls  | Blancs et nuls | 45    | 2,11   |  |  |
| Exprimés       | Exprimés        | Exprimés       | 2 085 | 97,89  |  |  |

*sortant

### Canton de Sisteron
| Candidats      | Candidats        | Étiquette      | Premier tour | Premier tour | Second tour | Second tour |
| Candidats      | Candidats        | Étiquette      | Voix         | %            | Voix        | %           |
| -------------- | ---------------- | -------------- | ------------ | ------------ | ----------- | ----------- |
|                | Claude Brémond*  | UMP            | 2 411        | 49,03        | 2 483       | 55,84       |
|                | Franck Pérard    | PS             | 1 680        | 34,17        | 1 964       | 44,16       |
|                | Jean-Bruno Méric | Verts          | 385          | 7,83         |             |             |
|                | Alain Sfrecola   | PCF            | 259          | 5,27         |             |             |
|                | Cédric Crété     | MoDem          | 182          | 3,70         |             |             |
|                |                  |                |              |              |             |             |
| Inscrits       | Inscrits         | Inscrits       | 6 609        | 100,00       | 6 609       | 100,00      |
| Abstentions    | Abstentions      | Abstentions    | 1 525        | 23,07        | 2 029       | 30,70       |
| Votants        | Votants          | Votants        | 5 084        | 76,93        | 4 580       | 69,30       |
| Blancs et nuls | Blancs et nuls   | Blancs et nuls | 167          | 3,28         | 133         | 2,90        |
| Exprimés       | Exprimés         | Exprimés       | 4 917        | 96,72        | 4 447       | 97,10       |

*sortant

### Canton de Turriers
| Candidats      | Candidats         | Étiquette      | Premier tour | Premier tour | Second tour | Second tour |
| Candidats      | Candidats         | Étiquette      | Voix         | %            | Voix        | %           |
| -------------- | ----------------- | -------------- | ------------ | ------------ | ----------- | ----------- |
|                | Élie Aguillon     | DVD            | 341          | 38,02        | 331         | 37,87       |
|                | Philippe Emanuely | UMP            | 273          | 30,43        | 311         | 35,58       |
|                | Robert Zunino     | DVG            | 207          | 23,08        | 232         | 26,54       |
|                | Morgan Termeulen  | PCF            | 76           | 8,47         |             |             |
|                |                   |                |              |              |             |             |
| Inscrits       | Inscrits          | Inscrits       | 1 034        | 100,00       | 1 034       | 100,00      |
| Abstentions    | Abstentions       | Abstentions    | 113          | 10,93        | 136         | 13,15       |
| Votants        | Votants           | Votants        | 921          | 89,07        | 898         | 86,85       |
| Blancs et nuls | Blancs et nuls    | Blancs et nuls | 24           | 2,61         | 24          | 2,67        |
| Exprimés       | Exprimés          | Exprimés       | 897          | 97,39        | 874         | 97,33       |